# Fantasia 2000
Fantasia 2000 is een Amerikaanse animatiefilm van Walt Disney Feature Animation, uitgebracht in 1999. De film is een vervolg op Fantasia, een film uit 1940. Het is de 38e lange tekenfilm van Disney.
Net als Fantasia bestaat Fantasia 2000 uit een aantal bekende muziekstukken, die door Disney zijn voorzien van tekenfilmbeelden. De meeste muziek is opgenomen door het Chicago Symphony Orchestra, behalve Rhapsody in Blue en De Tovenaarsleerling, welke zijn opgenomen door het Philharmonia Orchestra.

## Verhaal
- Symfonie nr. 5 (Ludwig van Beethoven): abstracte patronen die lijken op vlinders en vleermuizen verkennen een wereld van licht en duisternis.
- Pini di Roma (Ottorino Respighi): dit filmpje draait om een familie bultruggen die kunnen vliegen dankzij een supernova.
- Rhapsody in Blue (George Gershwin): dit filmpje speelt zich af in het New York van de jaren 30, en toont het leven van verschillende mensen in de door de Grote Depressie getroffen stad.
- Pianoconcert nr. 2, Allegro (Dmitri Sjostakovitsj): een filmpje gebaseerd op het sprookje Het tinnen soldaatje van Hans Christiaan Andersen.
- Carnaval des Animaux, Finale (Camille Saint-Saëns): een groep flamingo's probeert tevergeefs een van hun slapstick-leden, die liever met een met jojo speelt, deel te laten nemen aan hun “saaie” routines.
- De Tovenaarsleerling (Paul Dukas): een filmpje overgenomen uit de vorige film, met Mickey Mouse in de rol van de tovenaarsleerling. De muziek is echter wel opnieuw opgenomen door het Philharmonia Orchestra.
- Pomp and Circumstance, mars 1, 2, 3 en 4 (Sir Edward Elgar): een verhaal gebaseerd op de Ark van Noach, met Donald Duck als Noachs eerste stuurman.
- Suite uit de Vuurvogel (Igor Stravinsky): een verhaal over een lente-elf die per ongeluk de vuurgeest van de vernietiging (de vuurvogel uit de titel van het muzieknummer) wekt.

## Crew

### Symphony No. 5
- Ontworpen en geregisseerd door Pixote Hunt
- Verhaal door Kevin Yasuda
- Introductie door Deems Taylor (archived footage)
- Uitgevoerd door Chicago Symphony Orchestra

### Pines of Rome
- Geregisseerd door Hendel Butoy
- Verhaal door James Fujii
- Art Direction by William Perkins and Dean Gordon
- Introductie door Steve Martin and Itzhak Perlman
- Uitgevoerd door Chicago Symphony Orchestra

### Rhapsody in Blue
- Geschreven en geregisseerd door [George Gershwin]
- Art direction door Susan McKinsey Goldberg
- Ontwerp door: Al Hirschfeld
- Introductie door Quincy Jones
- Uitgevoerd door Philharmonia Orchestra
- Pianist: Ralph Grierson

### Piano Concerto No. 2, Allegro, Opus 102
- Geregisseerd door Hendel Butoy
- Verhaal ontwikkeld door James Capobianco and Ron Meurin
- Art direction door Michael Humphries
- Introductie door Bette Midler
- Uitgevoerd door Chicago Symphony Orchestra
- Pianist: Yefim Bronfman

### Carnival of the Animals
- Geschreven, geregisseerd en getekekend door Eric Goldberg
- Art direction door Susan McKinsey Goldberg
- Introductie door James Earl Jones
- Uitgevoerd door Chicago Symphony Orchestra

### The Sorcerer's Apprentice
- Oorspronkelijk afkomstig uit Fantasia
- Muziek: Paul Dukas — The Sorcerer's Apprentice
- Geregisseerd door James Algar
- Verhaalontwikkeling door Dick Huemer, Joe Grant, Perce Pearce, James Capobianco, en Carl Fallberg
- Art direction: Tom Codrick, Charles Phillipi, en Zack Schwartz
- Animatie supervisors: Fred Moore and Vladimir Tytla
- Animatie: Les Clark, Riley Thompson, Marvin Woodward, Preston Blair, Edward Love, Ugo D'Orsi, George Rowley, en Cornett Wood
- New introductie door Penn and Teller
- Uitgevoerd door een samenstelling van Hollywood studio muzikanten.

### Pomp and Circumstance - Marches 1, 2, 3 and 4
- Geregisseerd door Francis Glebas
- Art direction door Daniel Cooper
- Verhaalontwikkeling door Robert Gibbs, Terry Naughton, Todd Kurosawa, Pat Ventura, Don Dougherty, en Stevie Wermers
- Introductie door Leopold Stokowski (archive footage), Mickey Mouse (stem van Wayne Allwine), James Levine, Donald Duck (stem van Tony Anselmo), en Katrien Duck (stem van Russi Taylor)
- Uitgevoerd door Chicago Symphony Orchestra
- Supervising animator: Mickey Mouse (van de introductie) door Andreas Deja

### Firebird Suite - 1919 version
- Geschreven en geregisseerd door Paul en Gaëtan Brizzi
- Art direction by Carl Jones
- Supervising animator: Sprite by Anthony de Rosa
- Supervising animator: Elk by Ron Husband
- Supervising animator: Firebird by John Pomeroy
- Introductie door Angela Lansbury
- Uitgevoerd door Chicago Symphony Orchestra

### Live-action scenes
- Geregisseerd door Don Hahn
- Art direction by Pixote Hunt
- Verhaal door Kirk Hanson
- Screenplay door Don Hahn, Irene Mecchi, en David Reynolds
- Starring James Levine en het Chicago Symphony Orchestra

## Achtergrond
Het plan voor de originele Fantasia-film was om er een doorlopend verhaal van te maken, waarin ieder nieuw muziekstuk met filmpje een nieuw hoofdstuk vormde dat aansloot op het vorige. Dit plan werd echter afgeblazen toen de film door het uitbreken van de Tweede Wereldoorlog  een grote afzetmarkt verloor in Europa. In Fantasia 2000 is geprobeerd dit idee alsnog toe te passen. Mede om die reden is het filmpje "De Tovenaarsleerling" een van de populairste filmpjes uit de vorige film, behouden gebleven.
Ontwikkeling voor Fantasia 2000 begon in 1990, en productie begon het jaar erop. De muziek werd uitgekozen door Roy E. Disney, James Levine, en leden van de productiestaf. Sommige muziekstukken werden pas gekozen toen de filmpjes al bekend waren.
Rhapsody in Blue was al in ontwikkeling door regisseur Eric Goldberg toen Disney hem benaderde met het plan dit filmpje in Fantasia 2000 te verwerken.
Een opmerkelijke verandering in muziekstijl ten opzichte van de vorige film is dat in meer dan de helft van de muziekstukken uit Fantasia 2000 de piano een prominente rol heeft. In de originele film kwam daarentegen geen pianostuk voor.
Fantasia 2000 bevat vele technische innovaties die later standaard zouden worden voor films. Zo zijn de filmpjes Pines of Rome en The Steadfast Tin Soldier in eerste instantie met de computer getekend, en al gemaakt voordat Pixars eerste computergeanimeerde film Toy Story uitkwam. In het slotfilmpje werden computeranimatie en traditionele animatie door elkaar gebruikt, een techniek die later ook toegepast werd in piratenplaneet.
De producers vonden dat er een paar tussenstukjes moesten worden toegevoegd om de muzikale nummers af te wisselen. Daarom werden een paar niet-muzikale scènes toegevoegd waarin telkens een personage het volgende filmpje aankondigt.

## Prijzen en nominaties
2000
- 5 Annie Awards:
  - Outstanding Individual Achievement for Character Animation – gewonnen
  - Outstanding Individual Achievement for Effects Animation – gewonnen
  - Outstanding Individual Achievement for Production Design in an Animated Feature Production – gewonnen
  - Outstanding Achievement in an Animated Theatrical Feature
  - Outstanding Individual Achievement for Production Design in an Animated Feature Production

2001
- De Grammy Award voor Best Compilation Soundtrack Album for a Motion Picture, Television or other Visual Media
- De Vision Award voor Theatrical Motion Pictures – gewonnen
- De PFCS Award voor beste animatiefilm
- De PFCS Award voor beste familiefilm